# Cyananthus flavus
Cyananthus flavus är en klockväxtart som beskrevs av Cecil Victor Boley Marquand. Cyananthus flavus ingår i släktet Cyananthus, och familjen klockväxter.

## Underarter
Arten delas in i följande underarter:
- C. f. flavus
- C. f. montanus